# Jay Laga'aia
Jay Laga' Aia (Auckland, 10 de setembro de 1963) é um ator neozelandês.

## Biografia
Cresceu no sul da Nova Zelândia, na cidade de Ponsonby. Casou-se com Sandie Jane em 16 de Agosto de 1990, e com ela teve seis filhos: Matthew, Josefa, Nathaniel, Jessica, Catherine e Jeremy.

## Carreira
Sua estréia se deu quando um documentário escrito e gravado por ele foi para as telas de TV Neozelandesa. Nas séries estreou com o pé direito, pois atuou em 14 episódios de Heroes. Jay ganhou fama ao participar dos filmes Star Wars: A Vingança dos Sith e O ataque dos clones. Outro grande papel foi como Draco em Xena: Warrior Princess.

## Curiosidades
- Na terceira celebração anual de fãs da série Star Wars, Jay foi homenageado e foi o anfitrião da festa.

## Citações
- Tudo é possível, menos fazer que um filme Neozelandes te dê o orçamento desejado.

## Filmografia
- Legend of the Guardians: The Owls of Ga'Hoole (br: A Lenda dos Guardiões) (2010)
- Legend of the Seeker (2008-2009)
- Solo (2006)
- All Saints (2005-2006)
- Till Death Do Us Part (2006)
- In Sickness and in Health (2005)
- Street Legal (2000-2005)
- Provocation (2005)
- Crash (2002)
- Ave Maria (2001)
- Maria's trial (2001)
- In the Name of the Son (2000)
- Star Wars Episode III: Revenge of the Sith (2005)
- Star Wars Episode II: Attack of the Clones (2002)
- Water Rats (1996-2001)
- Family Matters (2001)
- Red Ice (2001)
- Robbo's Ghost (2001)
- Bitter Legacy (2001)
- The Marrying Kind (2001)
- Xena: Warrior Princess (1995-2000)
- Green Sails (2000)
- The Violent Earth" (1998)
- High Tide (1994)
- Hot Rocks (1994)
- Soldier Soldier (1993)
- Live Fire (1993)
- Shifting Sands (1993)
- The Other Side of Paradise (1992)
- The Navigator: A Mediaeval Odyssey (1988)
- Never Say Die (1988)
- Heroes (1984-1986)
- Celebrity Big Brother for Charity Live (2002) TV
- Starstruck (2000-2001)
- The Big Time (2000)
- Play School (1966)
- Russell Gilbert Live (2000)
- Surprise Surprise (2000)